# Comitato Olimpico Gambiano
Il Comitato Olimpico Gambiano (noto anche come Gambia National Olympic Committee in inglese) è un'organizzazione sportiva gambiana, nata nel 1972 a Banjul, Gambia.
Rappresenta questa nazione presso il Comitato Olimpico Internazionale (CIO) dal 1976 ed ha lo scopo di curare l'organizzazione ed il potenziamento dello sport in Gambia e, in particolare, la preparazione degli atleti gambiani, per consentire loro la partecipazione ai Giochi olimpici. L'organizzazione è, inoltre, membro dell'Associazione dei Comitati Olimpici Nazionali d'Africa.
L'attuale presidente dell'associazione è Lang Tombong Tamba, mentre la carica di segretario generale è occupata da Omar Abdoulie Njie-Baro.